# Kungariket Asturien
Kungariket Asturien  (latin: Regnum Asturorum) var ett kristet kungarike på Iberiska halvön mellan 718 och 910, bildat av visigoter(?) som fördrivits av den muslimska invasionen av Spanien. Staten grundades år 718 av den visigotiska adelsmannen Pelayo av Asturien. Pelayo valdes till kung i Asturien 718 och inledde då sitt uppror mot muslimerna. Det var den första kristna statsbildningen på den iberiska halvön efter att det visigotiska kungadömet hade erövrats av de muslimska umayyaderna 711.  År 718 eller möjligen 722 besegrade Pelayo en umayyadisk styrka i slaget vid Covadonga, vilket inledde vad som allmänt anses vara början på den spanska reconquistan (återerövringen). Pelayo inrättade Asturiens första huvudstad i Cangas de Onís. Kungariket Asturien omvandlades till kungariket León år 924, när Lady II blev kung med regeringsstad i León.
Riket utökade sina gränser under sent 800-tal till att omfatta Galicien i sydväst och Kantabrien i öster. Huvudstaden flyttades först till Pravia (omkring 780) och på 800-talet till Oviedo. Under Alfons III:s regeringstid (866–910) utvidgades Asturiens gränser söderut till floden Duero från Atlanten till El Burgo de Osma På 900-talet hade kungariket blivit för stort för att kunna kontrolleras effektivt från  Oviedo, och 910 flyttades huvudstaden till en central plats i riket, León, av García I av León. Garcías efterträdare utsåg sig till kungar av León och Asturien och senare till kungar av León. Johan I av Kastilien skapade  furstendömet Asturien till sin son, Henrik (senare kung Henrik III av Kastilien), 1388. "Prins av Asturien" är sedan dess en titel för den spanska tronföljaren.

## Historia

### Ursprungsbefolkning
Det asturiska riket uppstod i de västra och mellersta delarna av Kantabriska bergen, som då var en del av den ursprungliga romerska provinsen Gallien, särskilt i bergskedjan Picos de Europa och den mellersta delen av dagens Asturien. De viktigaste politiska och militära händelserna under de första decennierna av rikets existens ägde rum i detta område. Enligt Strabons, Dio Cassius och andra grekisk-romerska geografers beskrivningar fanns det flera folk som levde i de asturiska länderna, och bland dem särskilt:
- Vadininerna bodde i Picos de Europa, och de spred sig gradvis söderut under de första århundradena av vår tideräkning.
- Orgenomesci levde längs Asturiens östkust
- Saelini, som bodde upp genom floden Sellas dalgång;
- Luggones hade sin huvudstad i Lucus Asturum (nuvarande Lugo de Llanera och deras område sträckte sig mellan floderna Sella och Nalón
- Asturierna (i snäv bemärkelse) bodde i det inre av Asturien, mellan Piloña och Cangas del Narcea
- Paesici hade slagit sig ner längs kusten i västra Asturien, det vill säga mellan floden Navias mynning och den nuvarande staden Gijón.[3]

De klassiska geograferna uttrycker olika och motstridiga åsikter om dessa folk. Ptolemaios säger att Asturas territorium sträcker sig genom den mellersta delen av dagens Asturien, det vill säga mellan floderna Navia och Sella. Sella är för Ptolemaios fastställd gräns för det kantabriska territoriet. Andra geografer placerade dock gränsen mellan asturierna och kantabrierna längre österut: Julius Honorius uppgav i sin Cosmographia att källorna till Ebro stod att finna i asturiernas land (sub asturibus). Gränsen mellan olika folkstammar i Kantabriska bergen får mindre betydelse senare. Samhällets uppdelning i olika klaner och stammar, som var så fundamental i förromerska samhällen i den norra delen av den iberiska halvön innan romarnas erövring, förlorade i betydelse under den mer enhetliga politiska och administrativa kultur som romarna sedan påtvingade dem.

### Pelayo och Covadonga

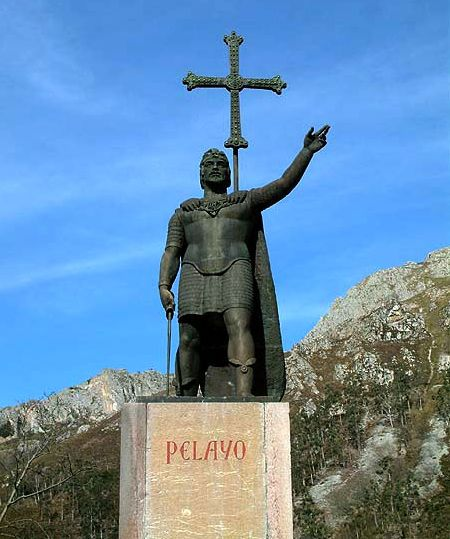
Monument till Pelayos minne, vid Covadonga.

Det romerska arvet började förändras under romarrikets sista dagar, men under visigotiska riket utövades en administration som delvis var ärvd av romarna. I början av medeltiden utvecklades gradvis en asturisk identitet. Den sekellånga kampen mellan adeln i de visigotiska och de svebiska rikena kan ha bidragit till att skapa en identitet bland folken i de kantabriska regionerna. Denna asturiska identitet kan ha varit en viktig kraft bildandet av kungariket Asturien, då Pelayo kröntes till kung och sedan vid segern över de muslimska garnisonerna i slaget vid Covadonga i början av 700-talet. Chronica Albeldense berättar om händelserna i Covadonga och säger att "gudomlig framsynthet skapade kungen av Asturien".
Asturiska riket grundades av adelsmannen Pelayo av Asturien (vulgärlatin: Pelagius), som möjligen hade sitt ursprung i Asturien men också kan ha vatit visigot. Det förekom inte någon betydande invandring av flyktingar från centrala Spanien före slaget vid Covadonga. År 714 invaderades Asturien av Musa bin Nusair utan att han mötte något effektivt motstånd.  Det har föreslagits att Pelayo kan ha dragit sig tillbaka till de asturiska bergen efter slaget vid Guadalete, och enligt den gotiska traditionen nedtecknad av Theias valdes han av de andra adelsmännen till ledare för asturierna. Från början var Pelayos rike inte mycket mer än en samlingspunkt för de befintliga gerillastyrkorna.
Den av historiker mest accepterade hypotesen om detta slag vid Covadonga, är att den moriska kolonnen anfölls från bergssidorna och sedan retirerade genom dalarna mot dagens Gijón. Under reträtten anfölls kolonnen av lokala trupper och utplånades nästan helt. Enligt senare kristna källor från Asturien var slaget avgörande. De muslimska källorna beskriver det bara som en mindre sammandrabbning. Den enda källa som återger händelser under denna tid är den kristna Mozarabiska krönikan från 754, som inte nämner dessa händelser.
Men som det berättas i Alfons III:s krönika, där Pelayo anses vara efterträdare till de visigotiska kungarna av Toledo. vilket kan vara en uppgift med syftet att legitimera Alfonsos anspråk på kronan, flydde Pelayo från Toledo under guvernör Al Hurr (717-718), och hans återkomst till Asturien utlöste motstånd mot de muslimska myndigheterna i Gijon. Pelayos identitet är dock fortfarande en öppen fråga, och detta är bara en av teorierna. Ledaren för asturierna, Pelayos ursprung är omtvistat av historiker. Han uppehöll sig vid den tiden möjligen i Bres i distriktet Piloña, och den moriske befälhavaren Munuza skickade sina trupper dit under befäl av Al-Qama. När han fick underrättelser att muslimerna närmade sig skyndade sig Pelayo och hans folk att korsa Piloña. De sökte efter den smala och lättförsvarade dalen vid berget Auseva och fann sin tillflykt i en av grottorna där, Covadonga. Efter att morerna hade övergett sin belägring på grund av vädret och deras utsatta position i den djupa ravinen, sökte sig de moriska trupperna ut genom de höga passen i söder för att fortsätta sökandet och för att bekämpa andra rebeller. Där lyckades lokalbefolkningen lura in den muslimska truppen i ett bakhåll och nästan utplåna den. De få överlevande fortsatte söderut mot Leónslätten och lämnade Asturiens kustområde med sårbara, uttunnade försvarsstyrkor i Gijón. Segern – som var ganska obetydlig eftersom endast ett fåtal berbiska soldater var inblandade – gav ändå Pelayo stor prestige och provocerade fram en större revolt bland andra adelsmän i Galizien och Asturien, som omedelbart anslöt sig till Pelayo och valde honom till kung eller befälhavare (dux).

### Umayyadernas ockupation
Under den islamiska erövringen föll de viktigaste städerna och administrativa centra i händerna på muslimska trupper. Kontrollen över de centrala och södra regionerna, såsom dalgångarna vid Guadalquivir och Ebro, innebar bara några få problem för de nya härskarna, som använde den befintliga visigotiska administrativa strukturen. Men i de norra bergen var städer praktiskt taget obefintliga och underkuvandet av landet måste ske från dal till dal. Muslimska trupper tog ofta gisslan för att säkerställa kontrollen av det nyligen erövrade territoriet. I slutfasen av fälttåget nådde morerna den nordvästra delen av halvön, där de fick kontroll över städerna Lugo och Gijón. I den sistnämnda staden placerades en berbisk avdelning under guvernören Munuza, vars uppgift var att utöka den muslimska kontrollen över Asturien. Som en garanti för att regionen var underkuvad var några adelsmän – och vissa tror att Pelayo var en bland dem – tvungna att skicka gisslan från Asturien till Córdoba. Legenden säger att hans syster var bland de utvalda, och att ett försök sedan gjordes att arrangera ett äktenskapligt förbund med en lokal berberledare.

### Fortsatt uppror och konsolidering

Kungariket Asturien ca 759 e. kr.

Under Pelayos ledning ökade sedan attackerna mot berberna. Munuza kände sig isolerad i en region som blev alltmer fientlig och bestämde sig för att överge Gijon och marscherade mot platån (Meseta) via Mesa Trail. Han blev avskuren och dödades av asturierna i Olalíes (i dagens Grado-distrikt). När Pelayo hade drivit bort morerna från Asturiens östra dalar anföll han León, som var den viktigaste staden i nordvästra Spanien, och befäste bergspassen så att regionen skyddades från moriska attacker. 2005 genomfördes arkeologiska utgrävningar på berget Homon och i La Carisa  där en romersk väg Via Carissa blockeras av befästningar (nära floddalarna Huerna och Pajares). Till en början trodde man att befästningarna härrörde från romarnas erövring av Asturien. Sedan dess har befästningarna daterats med C-14 till åren mellan 675 och 725 och var alltså inte spår av en konflikt under romersk tid utan senare. Dessa befästningar inkluderade vakttorn och vallgravar som var nästan 2 meter djupa, vilket måste ha krävt deltagande av många hundra människor och en hög grad av organisation och ledning. Av denna anledning misstänker experter att byggandet av försvarslinjen skulle förhindra morernas återkomst till Asturien via bergspassen Mesa och Pajares.
Pelayo fortsatte att attackera berberna som hade stannat norr om de asturisk-galiciska bergen tills de drog sig tillbaka, eller ofta bara lämnade sina garnisoner, som en del av ett större uppror mot arabisk kontroll från Córdoba. Han gifte sedan bort sin dotter Ermesinda med Alfons, son till Peter av Kantabrien, den ledande adelsmannen i det fortfarande självständiga svebisk-visigotiska hertigdömet Kantabrien. Palayos son, Favila, gifte sig med Froiliuba.
Efter Pelayos seger över den moriska avdelningen i slaget vid Covadonga skapades en liten och självständig territoriell enhet i de asturiska bergen. Detta var början på kungariket Asturien. De första kungarna av Asturien kallade sig först "princeps" (furste) och senare "rex" (kung), men den senare titeln etablerades inte förrän med Alfons II. Titeln princeps hade också tidigare använts av ursprungsbefolkningen i norra Spanien, och dess användning ses i galiciska och kantabriska inskriptioner, med termer som Nícer, Príncipe de los Albiones (i en inskription som hittats i distriktet Coaña) och princeps cantabrorum ( en gravsten i Cistiernas församling, León). I praktiken framstod kungariket Asturien som en samlingspunkt för ledningen bland andra folk på Kantabriska kusten som hade gjort motstånd mot både romarna och visigoterna och som var ovilliga att underkasta sig det umayyadiska kalifatets diktat. Immigranter från söder som flydde från al-Andalus förde med sig gotiska influenser till det asturiska kungadömet. Alfons II förbannade visigoterna i sitt testamente och gav dem skulden för förlusten av Hispania. Kunskapen om denna period bygger dock till stor del på senare krönikor, som alla skrevs ner under Alfons III:s tid, då det fanns ett betydande ideologiskt inflytande från den gotiska perioden. Dessa krönikor är de så kallade Alfons III:s krönika i två delar Crónica Sebastianense, Crónica Rotense och en tredje Crónica Albeldense.
Under de första årtiondena var det asturiska styret över olika delar av riket fortfarande svagt, och därför måste det ständigt förstärkas genom äktenskapliga relationer med andra mäktiga familjer i den norra delen av den iberiska halvön. Så var till exempel fallet när Ermesinda, Pelayos dotter, gifte sig med Alfons I, son till hertig Peter av Kantabrien. Alfonsos son, Fruela, gifte sig med Munia, som var en baskisk prinsessa från Alava, medan hans dotter, Adosinda, gifte sig med Silo, en lokal hövding från området kring Flavionavia, Pravia.
Efter Pelayos död år 737, valdes hans son Favila (eller Fafila) till kung. Enligt krönikorna dödades Favila överraskande av en björn under en jakt. Men inga andra fall av detta slag av jaktolyckor är kända vare sig bland härskarnas eller andras deltagande i jakter. Fallet påminner mycket om den plötsliga storm som enligt legenden om Romulus dödade Roms förste kung. Hans död behöver inte ha varit en olycka.
Den första konsekvensen var att asturernas styrelse överfördes till hans svåger (genom giftermål med Favilas syster), som var furste över grannriket. Kvinnors familjeband och rättigheter respekterades fortfarande, och detta ledde i senare fall till att man tillät kvinnligt förmyndarskap för minderåriga söner. Pelayos dynasti i Asturien, som överlevde i årtionden och utvidgades gradvis sina gränser tills hela den nordvästra delen av den iberiska halvön förenades under kungariket omkring år 775. Under Alfons II:s regeringstid från 791 till 842  expanderade riket ännu längre söderut nästan hela vägen till Lissabon i Portugal.

### Den första expansionen
Favila efterträddes av Alfons I, som ärvde Asturiens krona, tack vare sitt giftermål med Pelayos dotter Ermesinda. Den albellensiska krönikan berättar hur Alfonso anlände till kungariket en tid efter slaget vid Covadonga för att gifta sig med Ermesinda. Favilas död gjorde det möjligt för honom att ta över tronen och få makt i en av de mäktiga familjerna i kungariket Asturien: huset Kantabrien. Till en början flyttade Alfonso till hovet i Cangas de Onís, men efter den långt framskridna avfolkningen av den spanska platån och den mellersta delen av Ebrodalen, där de viktigaste fästena i hertigdömet Kantabrien som Amaya och Tricio, var belägna, drog sig hertig Peters ättlingar tillbaka från Rioja mot själva Kantabrien och kontrollerade för en tid kungariket Asturiens öde.
Alfonso började expansionen av sitt lilla kristna riket från dess centrum i Picos de Europa och trängde västerut mot Galicien, och i söder gjorde han kontinuerliga attacker i Dueros floddal och erövrade byar och städer och flyttade sedan deras invånare till säkrare platser i de norra regionerna. Detta sägs ha lett till en strategisk avfolkning av platån och därmed skapat ett öde landområde som ett skydd mot framtida attacker från morerna. Teorin om den påstådda avfolkningen som lagts fram av Claudio Sánchez-Albornoz har ifrågasatts, åtminstone när det gäller avfolkningens omfattning.  Två viktiga argument mot teorin finns. De ursprungliga namnen på de mindre orterna har bevarats i många distrikt. För det andra finns det biologiska och kulturella skillnader mellan invånarna i Kantabriska bergen och invånarna på platån.
Verkligheten är att det skedde en tillväxt av befolkningen på landsbygden under 700-talet, vilket ledde till att stadslivet utvecklades och organisationen med små herdesamhällen övergavs. Processen hade flera orsaker: den fullständiga kollapsen av produktionssystemet baserat på slaveri. Slaveriet hade existerat som grundval i produktionen från den senare delen av den romerska perioden. Upprepade spridningar av epidemier i området. Berbernas förlorade sin makt i al-Andalus efter deras revolt 740-741. Allt detta händelser skapade ett glest befolkat och dåligt organiserat område, vilket isolerade det asturiska riket från de moriska attackerna och tillät dess styrka att växa sig allt större.
Kung Alfonso I:s  in i Duerodalen skilde sig förmodligen inte mycket från de räder som asturierna hade gjort i samma område under förromersk tid. Den första asturiska expansionen ägde huvudsakligen rum genom Kantabriska regionen det vill säga från Galicien till Baskien. Asturien kunde först under Ordoño I:s och Alfons III:s regeringstid ta territorier söder om Kantabriska bergen i besittning.

### Social och politisk utveckling

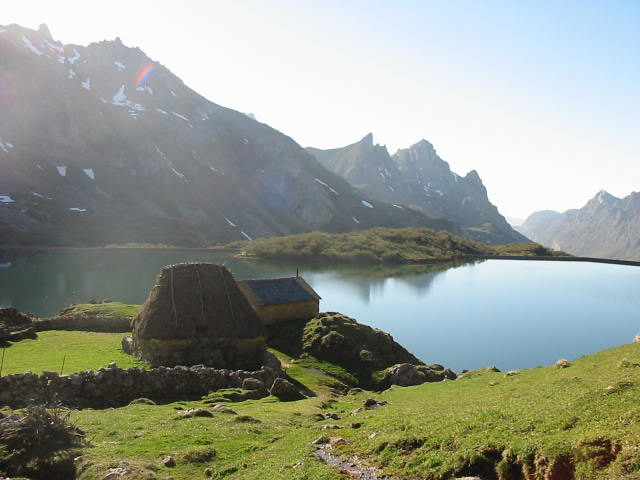
Bild från Lḷagu del Vaḷḷe (Somiedo) med ett typisk asturianskt hus i en form, som inte skiljer sig från den hustyp, som användes på asturernas tid

De skriftliga källorna är korrekta när det gäller regeringsperioden från Aurelio, Silo och Mauregato till Bermudo I. Under dessa 23 år 768-791 inträffade en längre tid av oklarheter och troligen nedgångar för kungariket Asturien. En del historiker kallar till och med denna fas i det asturiska rikets historia för de lata kungarnas tid. Detta grundas troligen på att det under dessa år inte förekom några betydande militära interventioner mot al-Andalus. Men under samma period ägde ett antal viktiga och avgörande förändringar rum i det asturiska riket. De var viktiga förberedelser och lade grunden för Asturiens förstärkning och utvidgning på alla områden.
En intern revolt (783-788) under Mauregato ägde rum under dessa år. Den avsatte Alfons II från tronen, även om han senare blev kung igen från 791 till 842, och inledde en rad uppror, vars främsta ledare var medlemmar av adliga palatsfraktioner och markägare, som försökte avlägsna den härskande familjen Pelayo från makten. De hade sin grundval i en ökad ekonomisk utveckling i kungariket. Nepocianos, Aldroitos och Pinilos betydande revolter under Ramiro I:s regeringstid (842-50) var en del av den ekonomiska, politiska och kulturella omvandlingen av det asturiska kungadömet som ägde rum under 700- och 800-talen. Uppror även bland baskerna och galicierna i de närliggande områdena misslyckades och slogs ner av de asturiska kungarna. Dessa revolter utnyttjade i sin tur de interna revolterna i centrala och östra Asturien, och gav sitt stöd till medlemmar av den asturiska aristokratin. De skapade en fristad för Alfons II i Alava efter hans flykt. Galicierna gav stöd till Ramiro I i hans anspråk på tronen. Andra viktiga interna förändringar i det asturiska riket under denna tid var de frigivnas revolter. De betecknas serbier, servilis orico och libertini i krönikor. Revolterna ägde rum medan Aurelio I var kung. Förhållandet mellan herre och slav bröts gradvis ner och arbetskraften upphörde vara egendom.  Individens roll betonades och den mindre familjen vann i styrka på bekostnad av storfamiljen. Ett nytt samhälle höll på att växa fram i Asturien under 700- och 800-talen.
Fruela I (757-768) efterträddes av Aurelio (768-774), son till Lady of Cantabria och sonson till Peter av Kantabrien. Hovet flyttades till de områden som idag kallas distriktet San Martin del Rey Aurelio, som tidigare tillhörde Langreo. Silo (774-783) kom till makten efter Aurelios död och flyttade hovet till Pravia. Silo gifte sig med Adosinda, en av Alfons I:s döttrar och barnbarn till Pelayo. Alfons II blev kung efter Silos död, men mötte starkt motstånd Mauregato, och tvingades att fly till Alava-territoriet. Mauregatos mor Munia, var bask. Han tog över den asturiska tronen. Denne kung, har gett ett dåligt rykte i historien, men han hade goda relationer med Beato de Liébana, en kulturpersonlighet i riket. Mauregato stödde honom i hans kamp mot adoptionism. Legenden säger att Mauregato var en utomäktenskaplig son som Alfonso I fick med en morisk kvinna. Han efterträddes av Bermudo I, Aurelios bror. Bermudo abdikerade efter ett militärt nederlag och slutade sedan sitt liv i ett kloster.

### Erkännande

Kungariket Asturien, cirka 910 e. kr.

Det var inte förrän med kung Alfons II av Asturien (791-842) som riket blev fast etablerat. Alfonso erkändes som kung av Karl den store och av påvedömet. Han erövrade Galizien och Baskien. Under hans regeringstid förklarades att Sankt Jakobs ben hade hittats i Galicien i Santiago (som betyder sankt Jakob) de Compostela (från latin: campus stellae = "stjärnfält"). Pilgrimer från hela Europa öppnade en pilgrimsled mellan det isolerade Asturien, de karolingiska länderna och hela kristenheten.
Den första huvudstaden i riket var Cangas de Onís. Under kung Silos tid flyttades den till Pravia. Alfons II valde Oviedo som rikets sista huvudstad. Riket var känt som Asturien fram till 924, då det blev kungariket León. Det fortsatte under detta namn tills det införlivades i kungariket Kastilien 1230, då Ferdinand III blev gemensam kung över de två kungadömena.